# Bree Van de Kamp
Bree Van de Kamp (họ gốc: Mason, sau này mang họ Hodge nhưng đã ly dị) là một nhân vật giả tưởng được thể hiện bởi Marcia Cross trong loạt phim truyền hình Desperate Housewives của đài ABC. Nhân vật này được sáng tạo bởi Marc Cherry và xuất hiện lần đầu trong tập đầu tiên của loạt phim vào ngày 3 tháng 10 năm 2004. Bree sống ở con đường giả tưởng Wisteria Lane tại Fairview, thuộc bang Eagle. Trong số 4 nhân vật chính của phim, Bree là người cầu toàn, là một bà nội trợ khéo léo, đảm đang việc nhà, đặc biệt là có tài năng nấu ăn tuyệt đỉnh. Cô là một người ủng hộ Đảng Cộng hòa, đồng thời rất giỏi bắn súng và sở hữu bốn khẩu súng tại nhà.
Ban đầu, vai Bree được dành cho diễn viên Dana Delany - người sau này đã đóng vai Katherine Mayfair, nhưng Dana từ chối vì cô cho rằng vai Bree quá giống vai diễn của cô trong series truyền hình Pasadena. Còn Marcia Cross muốn được diễn vai Mary Alice Young, nhưng Marc Cherry đã chọn Marcia cho vai Bree vì nghĩ cô hợp với nhân vật này hơn. Nhờ vai diễn Bree, diễn viên Marcia Cross đã được đề cử một giải Quả cầu vàng và một giải Emmy.